# Національна дорога 50 (Польща)
Національна дорога 50 (пол. Droga krajowa nr 50, DK50) – національна дорога класів A, S та GP (наразі лише GP), що повністю проходить через Мазовецьке воєводство, утворюючи обхід Варшавської агломерації, відкриту з півночі, на відстані від центру Варшави в діапазоні від 29 км біля міста Глінки до 84 км в Оструві-Мазовецькій, де вона закінчується. Через незвичайний маршрут дорога 50 двічі перетинає Віслу: у Вишогруді та Гурі Кальварії. На ділянці Острув-Мазовецька – Цеханув національна дорога № 60 служить об’їздом.
Через високу інтенсивність інтенсивного руху (дорога слугує транзитною об’їзною Варшави) дорогу було ретельно модернізовано та побудовано об’їзні шляхи до Мінська Мазовецького, Мщонова, Сохачева, Жирардува, Гури Кальварії та кількох інших міст (Хинув, Дрвалев, Млоджешин)., Сломчин, Стоядла). Також планується будівництво об’їзних доріг Кольбеля та Лохува.
На ділянці Острув-Мазовецька (S8) – Груєць (S7) – Мщонув (S8) з'єднує Via Baltica з південними ділянками головних національних доріг. Відіграє подібну роль для DK2 і A2.

## Автострада А50
На ділянці від запланованого Центрального аеропорту до Мінська Мазовецького з південного боку планується будівництво нової траси з параметрами автостради.

## Швидкісна дорога S50
Планується побудувати нову трасу з параметрами швидкісної дороги від запланованого Центрального аеропорту через Сохачев, Вишогруд і Радзимін до околиць Мінська-Мазовецького.

## Допустиме навантаження на вісь
З 13 березня 2021 року на всій протяжності дороги дозволено рух транспортних засобів з навантаженням на одну вісь до 11,5 тонн.

### До 13 березня 2021 року
Раніше на автомобільну дорогу державного значення № 50 діяли обмеження щодо допустимого навантаження на одну вісь:
| Знак                                       | Допустиме навантаження | Роки дії   | Ділянка                                                                                              |
| ------------------------------------------ | ---------------------- | ---------- | --- |
| Tabliczka DK50                             | до 11,5 тонн           | 2004 –2005 | Сохачев – Груєць                                                                                     |
| Tabliczka DK50                             | до 11,5 тонн           | 2005 –2010 | Сохачев – Мщонув – Груєць – Гура Кальварія – Колбель – Мінськ Мазовецький                            |
| Tabliczka DK50                             | до 11,5 тонн           | з 2010     | Сохачев 2 – Мщонув – Груєць – Гура Кальварія – Колбель – Мінськ Мазовецький 2                        |
| Tabliczka DK50 o biało-czarnym obramowaniu | до 10 тонн             | 2011 –2015 | - Плонськ 10 – Вишогруд – Руські – Сохачев 2 - Мінськ Мазовецький 2 – Лохув – Острув Мазовецька 8    |
| Tabliczka DK50 o biało-czarnym obramowaniu | до 10 тонн             | 2015 –2021 | Мінськ Мазовецький 2 (розв'язка "Mińsk Mazowiecki") - Лохув - Острув Мазовецька 8 (розв'язка "Брок") |
| Tabliczka DK50 o czarnym obramowaniu       | до 8 тонн              | 2012 –2015 | Цеханув 60 – Плонськ 7                                                                               |
| Tabliczka DK50 o czarnym obramowaniu       | до 8 тонн              | 2015 –2021 | Цеханув 60 – Плоньськ 7 (розв’язка «Цєханув»)                                                        |

## Важливі міста вздовж маршруту 50
- Цеханув (DK60)
- Ойжень
- Сохоцин
- Посвітне (S7)
- Седлін (S7)
- Плонськ (DK10) – кільцева дорога
- Вишогруд (DK62) – кільцева дорога
- Млодзешин – кільцева дорога
- Кузноцин (DK92)
- Сохачев (DK92) – об'їзна
- Віскітки (A2) – обхід
- Жирардув – кільцева дорога
- Мщонув (S8) – об’їзд
- Пневи
- Груєць (S7) – кільцева дорога
- Сломчин – кільцева дорога
- Дрвалев – обхід
- Хинув – кільцева дорога
- Ґура-Кальварія (DK79) – об’їзд
- Реґут
- Колбель (DK17) – запланована об’їзна дорога
- Мінськ-Мазовецький – кільцева дорога
- Стоядла (A2, DK92) – кільцева дорога
- Станіславув
- Страхувка – кільцева дорога
- Лохув (DK62) – запланована об’їзна дорога
- Острувек – кільцева дорога
- Садовне
- Брок
- Острув-Мазовецька (S8, DK60)